# Who Pays?
Who Pays? è un serial muto del 1915 diretto da Harry Harvey, H.M. Horkheimer e, non accreditato, Henry King.
Sono dodici cortometraggi, ognuno della lunghezza di 900 metri corrispondenti a tre bobine l'uno, che hanno come denominatore comune il tema drammatico e i due attori principali, Henry King e Ruth Roland. I due attori, però, ad ogni episodio, cambiano vesti e personaggio, interpretando di volta in volta un ruolo diverso da quello dell'episodio precedente.

## Produzione
Il film fu prodotto dalla Balboa Amusement Producing Company. Venne girato a Long Beach, la cittadina californiana sede della casa di produzione, nei Balboa Amusement Film Studios che si trovavano nella Sixth Street and Alamitos Avenue.

## Distribuzione
Distribuito dalla Pathé Exchange diviso in dodici episodi di tre rulli ciascuno, il film uscì nelle sale cinematografiche statunitensi nel marzo 1915.
Tutti e dodici i film sono conservati negli archivi dell'UCLA Film and Television. Il serial è stato distribuito in DVD nel 2007.

### Episodi
1. The Price of Fame - Il copyright venne registrato il 21 marzo / Uscita 12 aprile (1915)
2. The Pursuit of Pleasure, regia di Harry Harvey - Copyright 12 marzo / Uscita 19 aprile (1915)
3. When Justice Sleeps, regia di Harry Harvey - Copyright 25 marzo / Uscita 26 aprile (1915)
4. The Love Liar , regia di Harry Harvey - Copyright 13 aprile / Uscita 3 maggio (1915)
5. Unto Herself Alone. regia di Harry Harvey - Copyright 13 aprile / Uscita 10 maggio (1915)
6. Houses of Glass, regia di Harry Harvey - Copyright 9 ottobre / Uscita 17 maggio (1915)
7. Blue Blood and Yellow, regia di Harry Harvey - Copyright 9 ottobre / Uscita 24 maggio (1915)
8. Today and Tomorrow - Copyright 9 ottobre / Uscita 31 maggio (1915)
9. For the Commonwealth, regia di Harry Harvey - Copyright 9 ottobre / Uscita 7 giugno (1915)
10. The Pomp of Earth, regia di Harry Harvey - Copyright 13 ottobre / Uscita 14 giugno (1915)
11. The Fruit of Folly, regia di Harry Harvey - Copyright 13 ottobre / Uscita 21 giugno (1915)
12. Toil and Tyranny, regia di Harry Harvey - Copyright 13 ottobre / Uscita 28 giugno (1915)